# ジョナサン・メジャース
- ジョナサン・メジャーズ
- ジョナサン・メイジャーズ

ジョナサン・メジャース（Jonathan Majors, 1989年9月7日 - ）は、アメリカ合衆国の俳優。ジョナサン・メジャーズ、ジョナサン・メイジャーズとも表記される。

## 人物
インディペンデント長編映画『ラストブラックマン・イン・サンフランシスコ』（2019年）に出演し、一躍注目を浴びる。2020年には、HBOのテレビシリーズ『ラヴクラフトカントリー 恐怖の旅路』でアティカス・フリーマン（ティック）を演じたことで、さらに注目を集めた。マーベル・シネマティック・ユニバースを舞台にしたDisney+のシリーズ『ロキ』（2021年）では「在り続ける者」として登場し、映画『アントマン&ワスプ:クアントマニア』（2023年）では同キャラクターの変異体である征服者カーンとして出演した。

## 生い立ち
カリフォルニア州ロンポクで生まれたメジャースは、牧師の母、姉のモニカ、弟のキャメロンと共に、父が空軍に所属していたためヴァンデンバーグ空軍基地で幼少期を過ごした。2020年のインタビューでは「父は私たちを心から愛していたが、なぜかある日突然姿を消した...そして17年後に再び姿を現したんだ」と語っている。以来、メジャースは父親と再び関係を持つようになっている。一家はテキサス州内を転々としダラス、オースティン郊外のジョージタウンに住んだ後、シーダーヒルで育った。メジャースはシーダーヒル高校から転校した後、2008年にダンカンビル高校を卒業した。
10代の頃のメジャースは、万引きで逮捕されたり、ケンカをして高校を停学になったり、生活のために2つの仕事を掛け持ちしながら車で生活していた時期もあり、数々の苦難に直面した。そんな中メジャースは演劇の世界に“安全な場所”を見出した。
メジャースは、ノースカロライナ大学芸術学部で学士号取得のために学び、その後、イェール大学演劇学校に入学、2016年にMFAを取得して卒業した。

## キャリア

### 2017年 - 2018年、初期の作品
メジャースはイェール大学在学中に、ABCのミニシリーズ『When We Rise』で初めて映画に出演した 。このシリーズでメジャースは実在のゲイ活動家ケン・ジョーンズを演じたが、役作りのためのリサーチの一環として実際に本人にも会った。
同年、メジャースはスコット・クーパーが脚本・監督を務めた修正主義との批判もある西部劇映画『荒野の誓い』にヘンリー・ウッドソン伍長役で長編映画に初出演した。本作は、2017年9月2日のテルライド映画祭でールドプレミア上映された。また、2017年9月10日のトロント国際映画祭でも上映された。続いて、2018年の映画『ホワイト・ボーイ・リック』と『アウト・オブ・ブルー』では、さらに多くの役を演じた。これらの映画はいずれも2018年のトロント国際映画祭で上映され、後者はプラットフォーム賞を争った。

### 2019年以降の大躍進
2019年、メジャースは絶賛されたジョー・タルボット監督のインディペンデント長編映画『ラストブラックマン・イン・サンフランシスコ』に出演、インディペンデント・スピリット賞にノミネートされたことで注目を集めた。この映画は、2019年1月26日にサンダンス映画祭でワールドプレミア上映された。2019年6月7日に米国でA24によって米国で公開された。元アメリカ合衆国大統領バラク・オバマは、2019年のベスト映画の一つとして評価した。メジャースの演技は批評家からも賞賛された。ニューヨーク・タイムズのマノーラ・ダーギスは彼の演技を「a mournful heartbreaker」と評し、ローリング・ストーンは彼の演技を「both deeply sensitive and charmingly left-of-center」と評した。
メジャースは他にも2019年公開の映画『囚われた国家』、『ガリー』、『ジャングルランド』の3作品に出演している。
2020年、メジャースは、Netflixで配信されたスパイク・リー監督の戦争ドラマ映画『ザ・ファイブ・ブラッズ』で、チャドウィック・ボーズマンやデルロイ・リンドーと共演した。また、同年にはHBOのテレビシリーズ『ラヴクラフトカントリー 恐怖の旅路』でアティカス・フリーマンを演じ、より広く注目を集めるようになった。『ラブクラフトカントリー 恐怖の旅路』での彼の演技は批評家から好意的に評価され、ヴォーグ誌は彼を「the emotional core of the show」と評した。9月、メジャースは『アントマン&ワスプ:クアントマニア』に悪役である征服者カーンとしてキャスティングされた。マーベル・シネマティック・ユニバースのDisney+シリーズ『ロキ』でカーンの変異体である「在り続ける者」としてデビューした。

## 賞
『ラストブラックマン・イン・サンフランシスコ』では、第20回ブラックリールアワードでOutstanding Supporting ActorとOutstanding Breakthrough Performance, Maleにノミネートされ、第35回インディペンデント・スピリット賞ではBest Supporting Maleにノミネートされた。
2015年、メジャースは全米芸術文学協会（NSAL）が開催した全国演劇コンクールで最優秀賞を受賞した。メジャースは、『ラヴクラフトカントリー 恐怖の旅路』で、Critics' Choice Television Award（ドラマシリーズにおける最優秀男優賞）とPrimetime Emmy Award（ドラマシリーズにおける優秀主役賞）にノミネートされた。

## 私生活
メジャースには娘が1人いる。
メジャースはブラック・ライヴズ・マター運動を支持し、ジョージ・フロイドの死後、集会や抗議活動に参加した。

### 家庭内暴力
2023年3月、女性への暴行容疑でニューヨークで逮捕された。ニューヨーク市警の発表によれば、女性は家庭内暴力により頭部と頸部に軽傷を負い病院に搬送されたが、一方でメジャースの弁護士は米バズフィードに対し、「彼は完全に無実であり、女性の偽証による被害者であることが証明できます」と声明を出した。この事件により、米陸軍はメジャースが出演するCMの放送一時見合わせを決定した。弁護士によると事件は車内で発生しており、動画の証拠と複数人の目撃者がいるとした。また、暴行を告発した女性は訴えを取り下げ、精神的なトラブルを理由に入院した。
同年12月18日、ニューヨーク州の裁判所の陪審はメジャースに対し第3級暴行1件と第2級ハラスメント1件の罪で有罪評決を出した。残り2件（暴行と加重ハラスメント）については陪審員の票が割れて無罪となった。

## フィルモグラフィ

### 映画
| 公開年 | 邦題 原題                                                                      | 役名                                                                     | 備考                                     | 吹き替え           |
| ------ | ------------------------------------------------------------------------------ | ------------------------------------------------------------------------ | ---------------------------------------- | ------------------ |
| 2017   | 荒野の誓い Hostiles                                                            | ヘンリー・ウッドソン伍長                                                 |                                          | 小野寺悠貴         |
| 2018   | ホワイト・ボーイ・リック White Boy Rick                                        | ジョニー・“リマン”・カリー                                               | 日本劇場未公開                           | TBA                |
| 2018   | Out of Blue                                                                    | ダンカン・J・レイノルズ                                                  |                                          | N/A                |
| 2019   | ラストブラックマン・イン・サンフランシスコ The Last Black Man in San Francisco | モンゴメリー・アレン                                                     |                                          | （吹き替え版なし） |
| 2019   | 囚われた国家 Captive State                                                     | レイフ・ドラモンド                                                       |                                          | （吹き替え版なし） |
| 2019   | ガリー Gully                                                                   | グレッグ                                                                 |                                          | 杉村憲司           |
| 2019   | ジャングルランド Jungleland                                                    | ペッパー                                                                 |                                          | 菊地達弘           |
| 2020   | ザ・ファイブ・ブラッズ Da 5 Bloods                                             | デヴィッド                                                               |                                          | 櫻井トオル         |
| 2021   | ザ・ハーダー・ゼイ・フォール: 報復の荒野 The Harder They Fall                  | ナット・ラブ                                                             |                                          | 櫻井トオル         |
| 2022   | ディヴォーション: マイ・ベスト・ウィングマン Devotion                          | ジェシー・ブラウン                                                       |                                          | （吹き替え版なし） |
| 2023   | Magazine Dreams                                                                | キリアン・マドックス                                                     | サンダンス映画祭で公開、全米公開は2025年 |                    |
| 2023   | アントマン&ワスプ:クアントマニア Ant-Man and the Wasp: Quantumania             | 征服者カーン イモータス ラマ・タト センチュリオン ヴィクター・タイムリー |                                          | 中村和正           |
| 2023   | クリード 過去の逆襲 Creed III                                                  | デイミアン・“デイム”・アンダーソン                                       |                                          | 長谷川敦央         |

### テレビ
| 放映年 | 邦題 原題                                           | 役名                               | 備考                                                        | 吹き替え |
| ------ | --------------------------------------------------- | ---------------------------------- | ----------------------------------------------------------- | -------- |
| 2017   | When We Rise                                        | 若いケンジョーンズ                 | 計4話出演                                                   | N/A      |
| 2020   | ラヴクラフトカントリー 恐怖の旅路 Lovecraft Country | アティカス・フリーマン（ティック） | 主役                                                        | 杉村憲司 |
| 2021-  | ロキ Loki                                           | タイムキーパー                     | 第1シーズン第4話「分岐イベント」 声の出演（クレジットなし） | TBA      |
| 2021-  | ロキ Loki                                           | 在り続ける者                       | 第1シーズン第6話「とわに時を いつでも」                     | 中村和正 |
| 2021-  | ロキ Loki                                           | ヴィクター・タイムリー             | 第2シーズン                                                 | 中村和正 |
| 2021   | サタデー・ナイト・ライブ Saturday Night Live        | 本人（ホスト）                     | 「Jonathan Majors/Taylor Swift」                            |          |